# Jorge Voiteh
Jorge Voiteh (en búlgaro: Георги Войтех) fue un aristócrata búlgaro de Skopie del siglo XI y el organizador de una gran rebelión contra el dominio bizantino. Pertenecía a una familia Kavján.
En 1071 Jorge Voiteh dirigió el descontento del pueblo búlgaro con el dominio bizantino que decidió rebelarse contra los bizantinos. Según la tradición búlgara, sólo un descendiente de la familia real podría ser coronado zar. Como Voiteh no era de la familia real, los conspiradores pidieron al príncipe de Zeta, Miguel, enviar a su hijo Constantino Bodin para convertirse en zar. Bodin descendía de la dinastía de los Cometopulos por el lado de su madre.
En 1072 en Prizren Bodin fue coronado como zar de Bulgaria bajo el nombre de Pedro III. Los rebeldes tomaron Skopie, la capital del Thema de Bulgaria. Jorge Voiteh permaneció como comandante y Bodin marchó hacía Niš. El emperador logró apoderarse de la ciudad, pero mientras tanto Skopie fue sitiada por el gran ejército bizantino. Voiteh, que consideraba estar preparado para hacer frente a un prolongado asedio o recibir ayuda de Bodin inició nogeociaciones con el general bizantino Miguel Saronites y finalmente se rindió. Después de eso, se arrepintió de su cobardía y envió un mensaje secreto a Constantino Bodin sugiriéndole que debía atacar Skopie mientras los bizantinos no estaban haciendo ningún movimiento. El emperador búlgaro se dirigió a Skopie pero fue emboscado y derrotado marcando el final de la rebelión.
Jorge Voiteh murió durante su deportación a Constantinopla en ese mismo año.